# Living Shangri-La
Living Shangri-La je nejvyšší mrakodrap v kanadském městě Vancouver, ale i v kanadské provincii Britská Kolumbie. Má 62 pater a výšku 201 m. V prvních 15 petrech se nachází pětihvězdičkový hotel a ve zbylých patrech jsou byty. Budova je železobetonové konstrukce a stavěla se v letech 2005 - 2009. Náklady na výstavbu byly 350 milionů kanadských dolarů.